# 潮田資忠
潮田 資忠（うしおだ すけただ）は、戦国時代から安土桃山時代にかけての武将。後北条氏の家臣。武蔵国寿能城主。

## 略歴
太田資正の五男として誕生し、母方の潮田氏を継いだ。太田氏の親族潮田常陸介の養子になったという説もある。
当初は父の資正に従ったが、兄の太田氏資が父を追放して以降は兄に従った。永禄3年（1560年）、寿能城を築いた。小田原征伐には嫡男の資勝と共に小田原城に馳せ参じ籠城し、外郭の井細田口の守備をし討死した。
次男の資政は寿能城より脱出し、伯父の太田資武の庇護を受けたのち土井利勝に仕え、古河藩家老となり、子孫は存続した。